# Districten van de Bahama's
De Bahama's zijn onderverdeeld in 31 districten (districts). Het belangrijkste eiland van de Bahama's, New Providence - op de kaart aangeduid met NP - kent geen districten en valt direct onder de landelijke overheid.
1. Acklins
2. Berry Islands
3. Bimini
4. Black Point (eiland Exuma)
5. Cat Island
6. Central Abaco  (eiland Abaco)
7. Central Andros (eiland Andros)

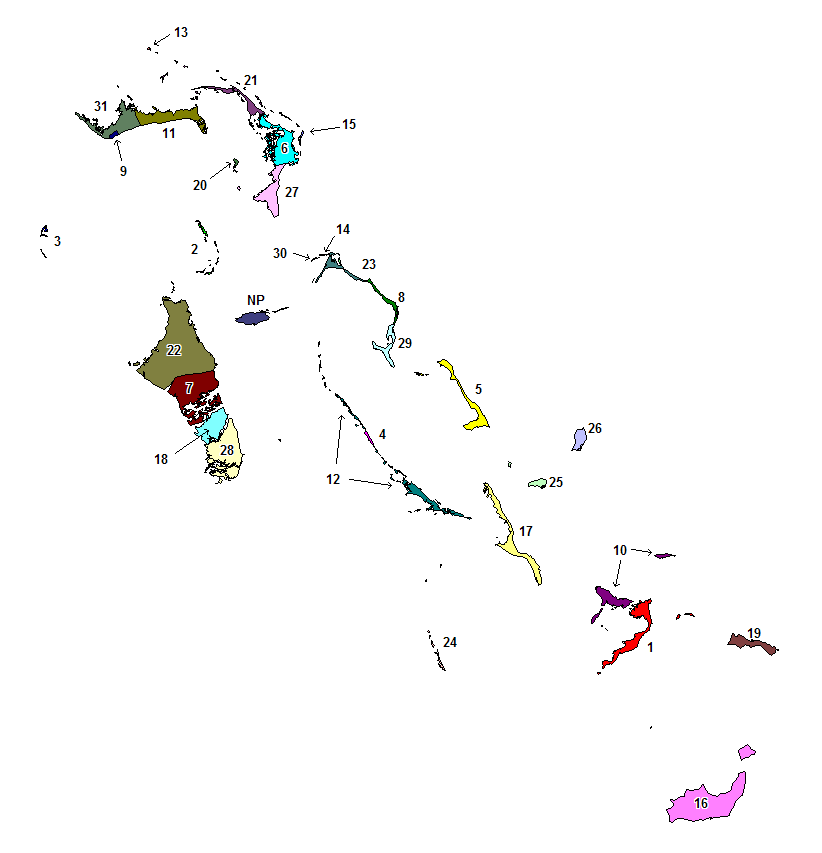
Kaart van de Bahama's met de genummerde districten

8. Central Eleuthera (eiland Eleuthera)
9. City of Freeport (eiland Grand Bahama)
10. Crooked Island and Long Cay
11. East Grand Bahama (eiland Grand Bahama)
12. Exuma
13. Grand Cay (eiland Abaco)
14. Harbour Island (eiland Eleuthera)
15. Hope Town (eiland Abaco)
16. Inagua
17. Long Island
18. Mangrove Cay (eiland Andros)
19. Mayaguana
20. Moores Island (eiland Abaco)
21. North Abaco (eiland Abaco)
22. North Andros (eiland Andros)
23. North Eleuthera (eiland Eleuthera)
24. Ragged Island
25. Rum Cay
26. San Salvador
27. South Abaco (eiland Abaco)
28. South Andros (eiland Andros)
29. South Eleuthera (eiland Eleuthera)
30. Spanish Wells (eiland Eleuthera)
31. West Grand Bahama (eiland Grand Bahama)